# Виженка
Ви́женка — село у Вижницькій міській громаді Вижницького району Чернівецької області України.

## Географія
Повз село пролягає шлях до перевалу Німчич (Турецька Вершадь) (586,3 м). В селі розташований водоспад Виженський Гук (Міква) (3 м), а на околиці — водоспад Лужки (3 м).

## Історія
Поселення відоме з XVIII століття як Верхня Вижниця.
З 1859 року і до Першої світової війни Виженка була австро-угорським курортом.
Мечислав Рей близько 1860 після проведеного поділу спадку родини став власником маєтку у Виженці (також Вижниці, Бабні, Чорногузах, Рівні) на Буковині.
З 1991 року Виженка в складі незалежної України.
16 вересня 2016 року шляхом об'єднання сільських рада, село Виженка увійшло до складу Вижницької міської громади, до цього органом місцевого самоврядування була Виженська сільська рада.
23 березня 2024 року селі Виженка парафія церкви Святителя Миколая перейшла з Московського патріархату в Православну Церкву України.

## Населення
Згідно з переписом УРСР 1989 року чисельність наявного населення села становила 1394 особи, з яких 669 чоловіків та 725 жінок.
За переписом населення України 2001 року в селі мешкало ▲1330 осіб.
У 2022 році чисельність населення становила ▲1477 осіб.

### Мова
Розподіл населення за рідною мовою за даними перепису 2001 року:
| Мова       | Відсоток |
| ---------- | -------- |
| українська | 98,71 %  |
| російська  | 0,83 %   |
| румунська  | 0,15 %   |
| білоруська | 0,08 %   |
| молдовська | 0,08 %   |

## Пам'ятки
- Церква Івана Сучавського (1792) в гуцульському стилі, однокупольна, дерев'яна;
- Каплиця 1-ї половини ХІХ ст. з написами 1820-х років про важке життя під панщиною на Буковині. Розташована поруч із церквою святого Миколая[8];
- Миколаївська церква (1920-ті роки) — дерев'яна, вкрита бляхою.

## Відомі люди
- Гулей-Андрицуляк Ірина Володимирівна (нар. 1934) — майстриня художньої вишивки та в'язання. Заслужений майстер народної творчості України (2019)[9];
- Гушул Олімпія Іванівна (нар. 1930) — майстриня художньої вишивки та килимарства;
- Клим Параска Фоківна (1922—1997) — українська вишивальниця і ткаля, заслужений майстер народної творчості УРСР;
- Шевчукевич Опанас Євгенович — український скульптор, лікар.

## Заклади відпочинку
Пансіонат лікування матері і дитини «Зелені пагорби»

## Світлини та відео

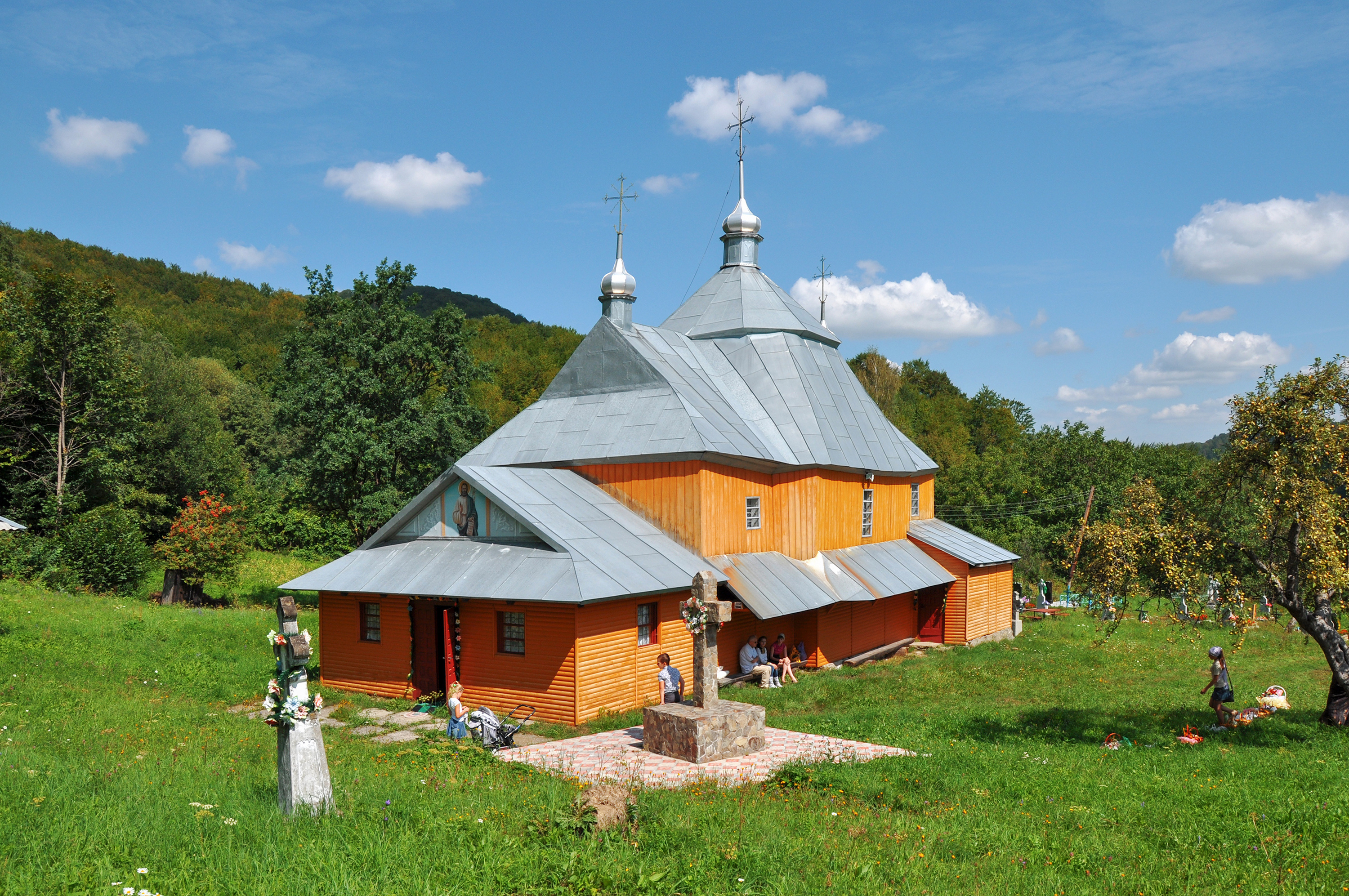
Дерев'яна церква Івана Сучавського
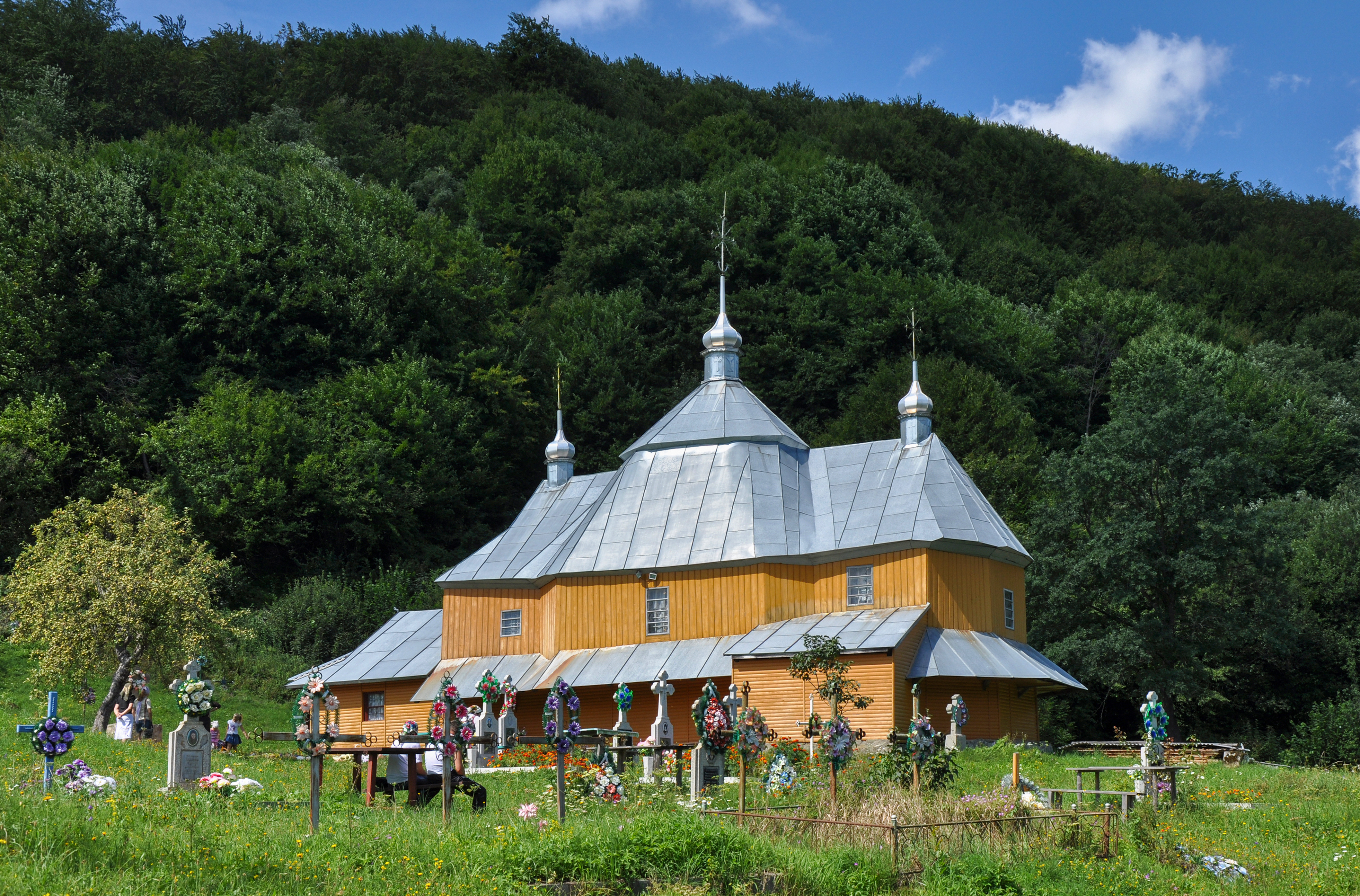
Дерев'яна церква Івана Сучавського
- Відео водоспаду Міква
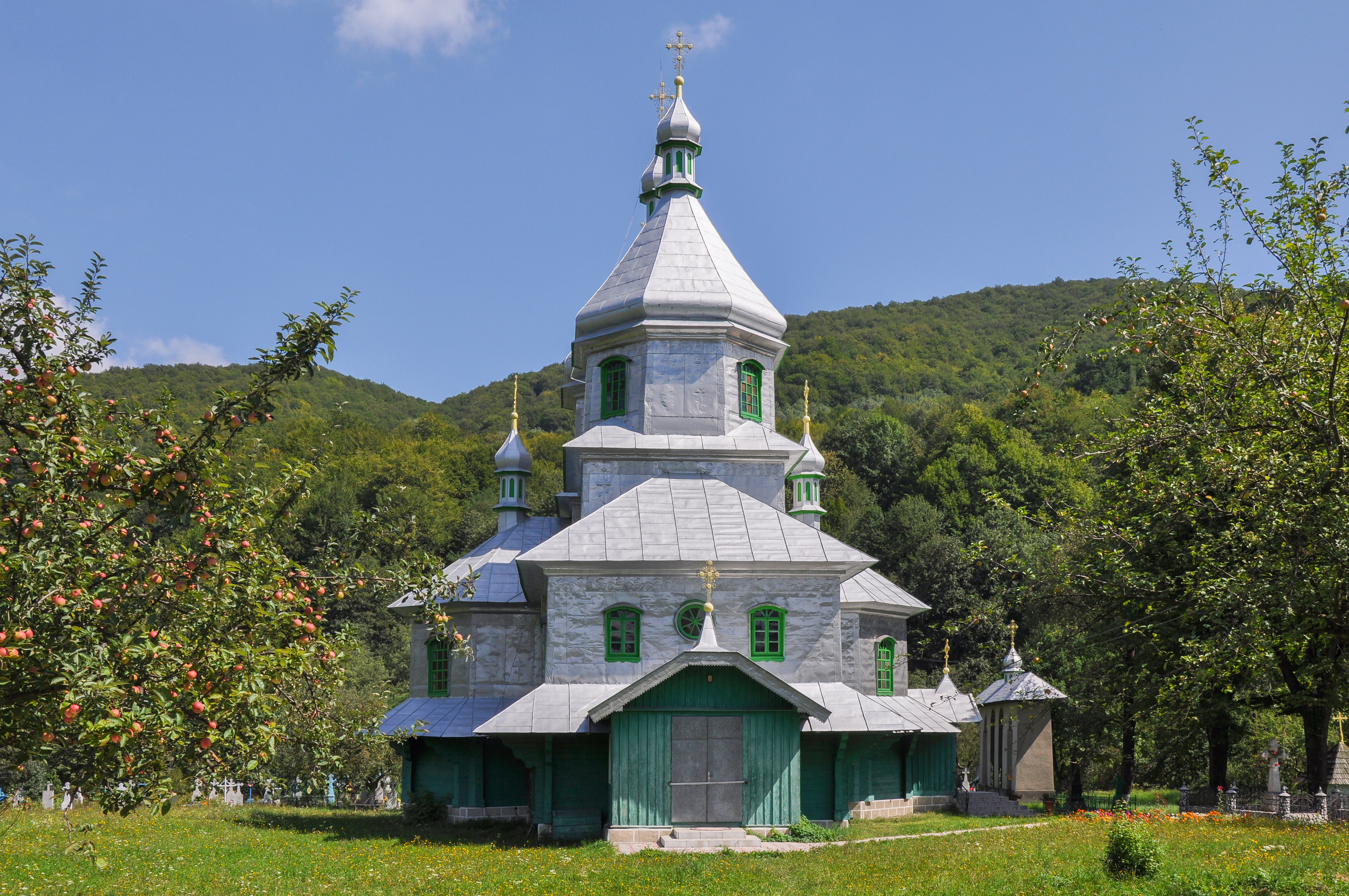
Дерев'яна церква святого Миколая
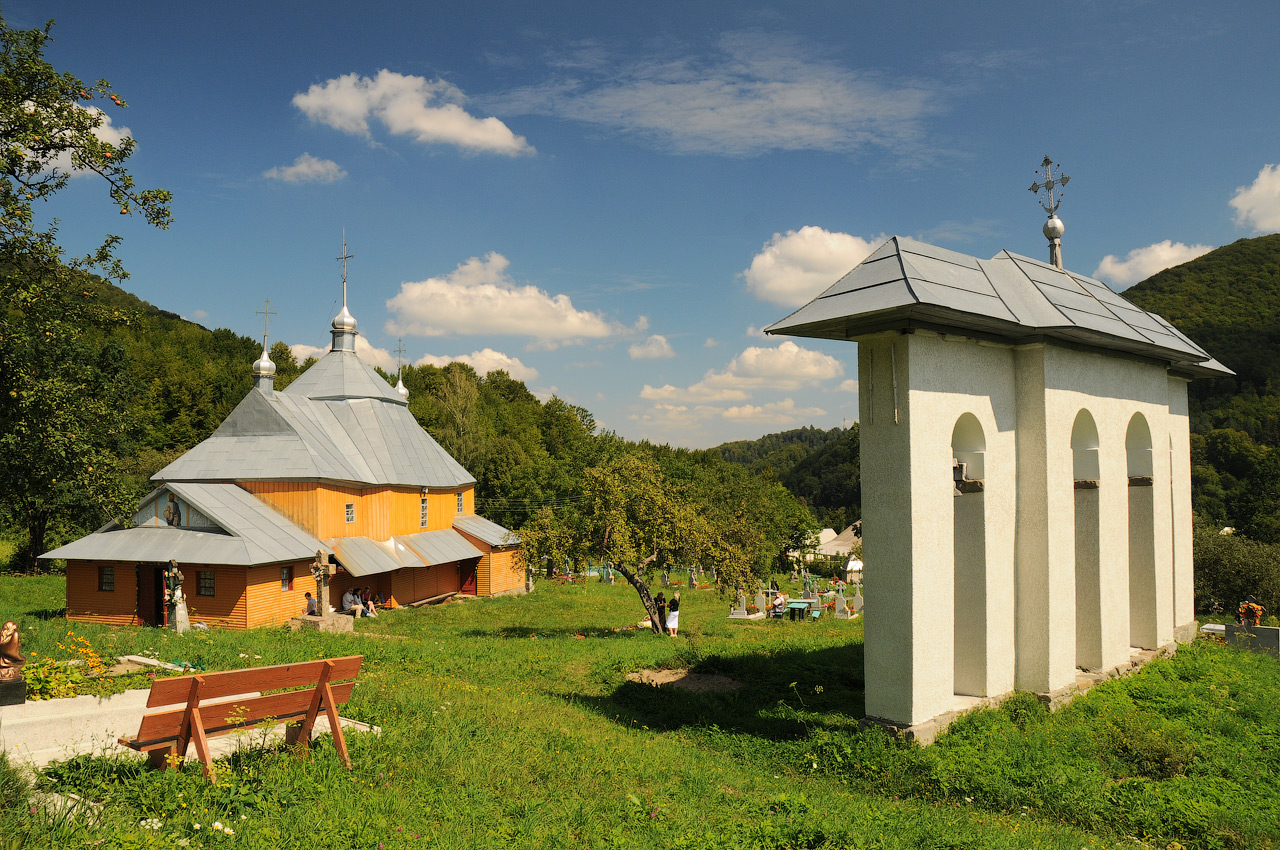
Дзвіниця церкви Іоанна Сучавського
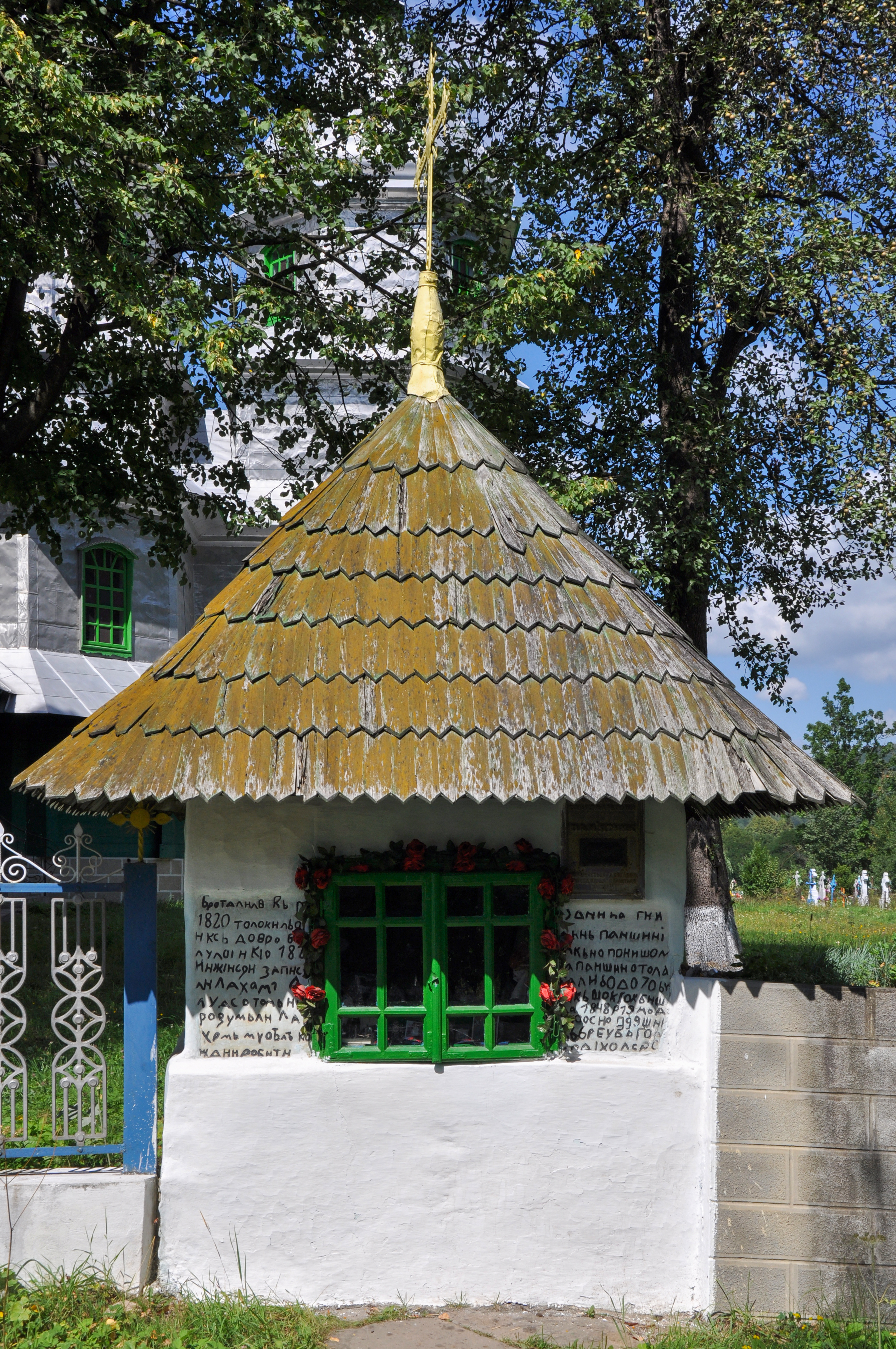
Каплиця із написами 1820 року, які містять скарги селян на панщину
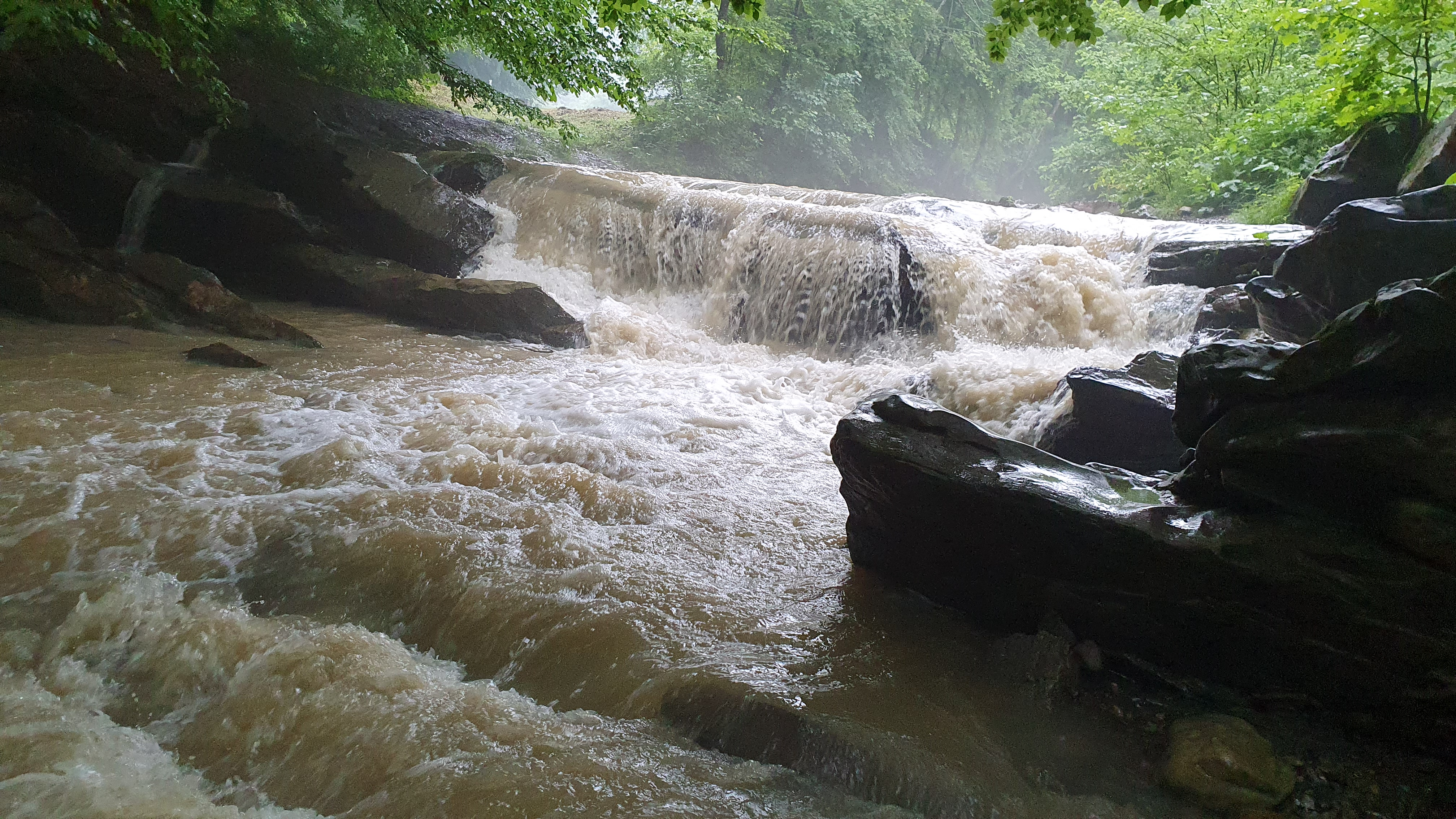
Водоспад Лужки
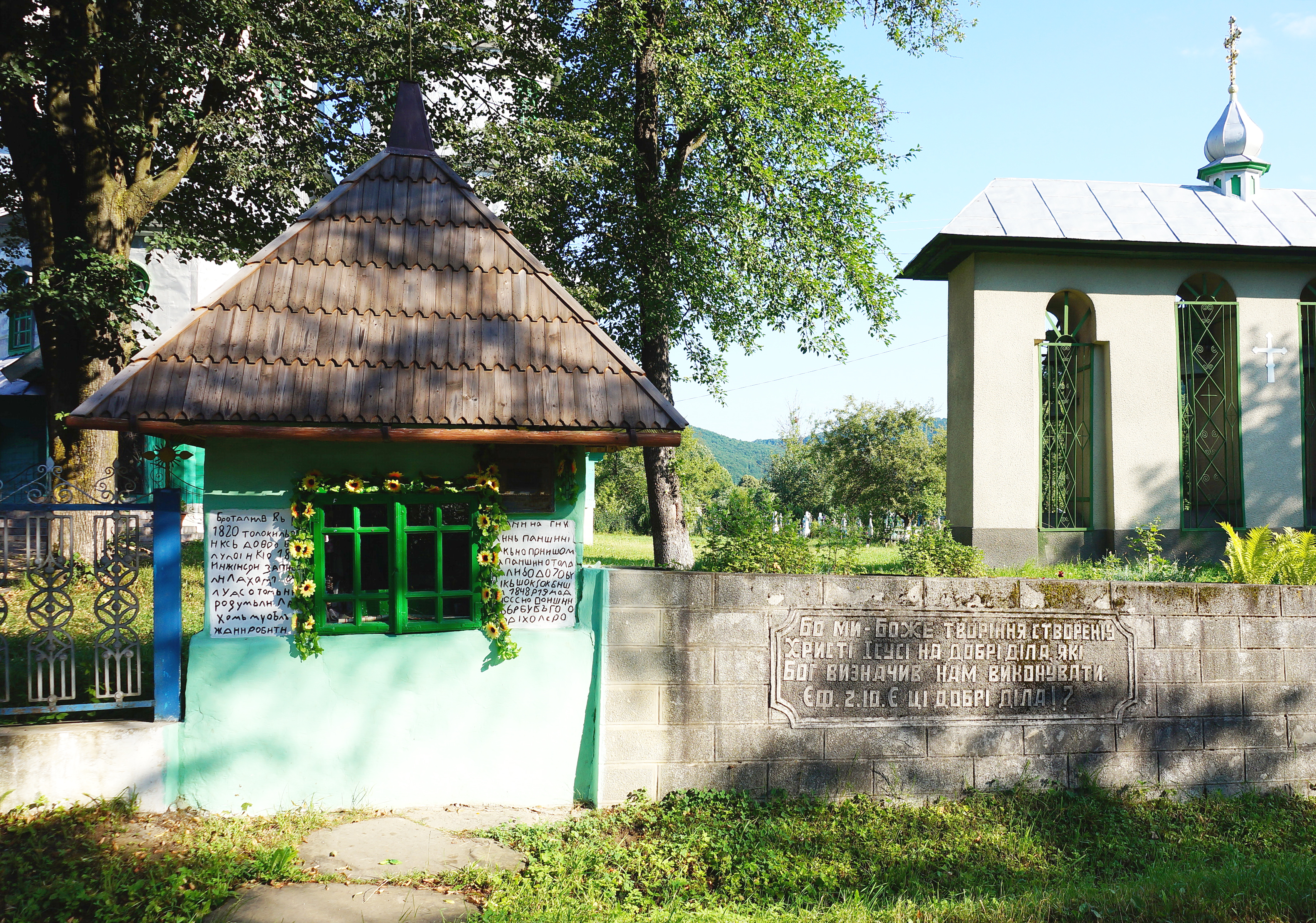
Капличка з написами 1820-х років про важке життя під панщиною на Буковині
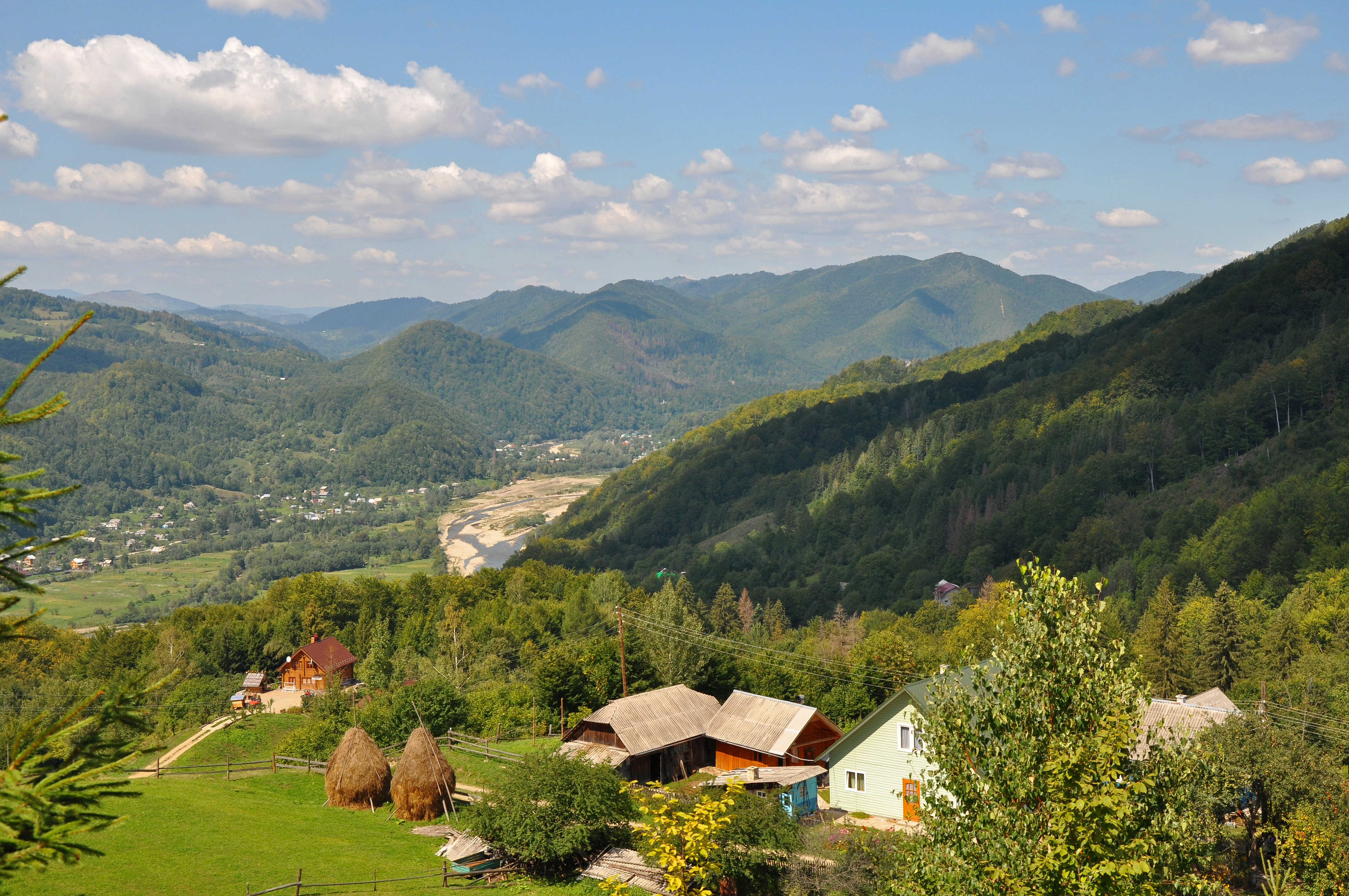
Виженка